# Helge Liljebjörn
Helge Liljebjörn (ur. 16 sierpnia 1904, zm. 30 listopada 1951) – szwedzki piłkarz, grający na pozycji pomocnika.

## Kariera klubowa
Podczas kariery piłkarskiej Helge Liljebjörn występował w GAIS. Z GAIS zdobył mistrzostwo Szwecji w 1931. Ogółem w barwach GAIS rozegrał 181 spotkań, w których zdobył 7 bramek.
| Sezon   | Klub | Kraj    | Rozgrywki   | Mecze | Bramki |
| ------- | ---- | ------- | ----------- | ----- | ------ |
| 1927/28 | GAIS | Szwecja | Allsvenskan | 13    | 2      |
| 1928/29 | GAIS | Szwecja | Allsvenskan | 22    | 1      |
| 1929/30 | GAIS | Szwecja | Allsvenskan | 22    | 1      |
| 1930/31 | GAIS | Szwecja | Allsvenskan | 22    | 1      |
| 1931/32 | GAIS | Szwecja | Allsvenskan | 22    | 0      |
| 1932/33 | GAIS | Szwecja | Allsvenskan | 20    | 1      |
| 1933/34 | GAIS | Szwecja | Allsvenskan | 22    | 0      |
| 1934/35 | GAIS | Szwecja | Allsvenskan | 13    | 1      |
| 1935/36 | GAIS | Szwecja | Allsvenskan | 12    | 0      |
| 1936/37 | GAIS | Szwecja | Allsvenskan | 13    | 0      |

## Kariera reprezentacyjna
W reprezentacji Szwecji Liljebjörn zadebiutował 29 września 1929 przegranym 1-2 meczu Puchar Nordycki z Norwegią. W 1934 József Nagy, ówczesny selekcjoner reprezentacji Szwecji powołał Liljebjörna na mistrzostwa świata. Na turnieju we Włoszech był rezerwowym i nie wystąpił w żadnym meczu. Ostatni raz w reprezentacji wystąpił 22 września 1935 w wygranym 2-0 meczu Puchar Nordycki z Norwegią. W latach 1929–1935 rozegrał w reprezentacji 13 spotkań.
| Mecze i gole w reprezentacji | Mecze i gole w reprezentacji | Mecze i gole w reprezentacji | Mecze i gole w reprezentacji | Mecze i gole w reprezentacji | Mecze i gole w reprezentacji | Mecze i gole w reprezentacji |
| #                            | Data                         | Miasto                       | Przeciwnik                   | Gol                          | Wynik                        |                              |
| ---------------------------- | ---------------------------- | ---------------------------- | ---------------------------- | ---------------------------- | ---------------------------- | ---------------------------- |
| 1.                           | 29.09.1929                   | Oslo                         | Norwegia                     |                              | 1:2                          | Puchar Nordycki              |
| 2.                           | 15.06.1930                   | Sztokholm                    | Szwajcaria                   |                              | 1:0                          | towarzyski                   |
| 3.                           | 22.06.1930                   | Kopenhaga                    | Dania                        |                              | 1:6                          | Puchar Nordycki              |
| 4.                           | 28.09.1930                   | Sztokholm                    | Polska                       |                              | 0:3                          | towarzyski                   |
| 5.                           | 17.06.1931                   | Sztokholm                    | Niemcy                       |                              | 0:0                          | towarzyski                   |
| 6.                           | 28.06.1931                   | Sztokholm                    | Dania                        |                              | 3:1                          | Puchar Nordycki              |
| 7.                           | 03.07.1931                   | Sztokholm                    | Finlandia                    |                              | 8:2                          | Puchar Nordycki              |
| 8.                           | 08.11.1931                   | Budapeszt                    | Węgry                        |                              | 1:2                          | towarzyski                   |
| 9.                           | 10.07.1932                   | Helsinki                     | Finlandia                    |                              | 3:1                          | Puchar Nordycki              |
| 10.                          | 19.06.1932                   | Kopenhaga                    | Dania                        |                              | 1:3                          | Puchar Nordycki              |
| 11.                          | 02.07.1932                   | Göteborg                     | Norwegia                     |                              | 1:4                          | Puchar Nordycki              |
| 12.                          | 25.09.1932                   | Sztokholm                    | Litwa                        |                              | 8:1                          | towarzyski                   |
| 13.                          | 22.09.1935                   | Oslo                         | Norwegia                     |                              | 2:0                          | Puchar Nordycki              |

## Kariera trenerska
Po zakończeniu kariery piłkarskiej Liljebjörn został trenerem. W latach 1941–1943 prowadził GAIS, z którym w 1942 zdobył Puchar Szwecji.